# 共和路 (上海)
共和路是上海市静安区的一条道路。1904年填浜筑路筑成。因本路经过闸北巡警总局，故初名总局路。1913年，以五族共和之意改为今名。

## 交汇道路
- 民立路
- 梅园路
- 华康路
- 华盛路